# مارك فاريس
مارك فاريس (بالإنجليزية: Mark Farris)‏ هو لاعب كرة قدم أمريكية أمريكي، ولد في 9 فبراير 1975 في هارلينغن في الولايات المتحدة.